# Pfarrkirche St. Margarethen (Buch in Tirol)

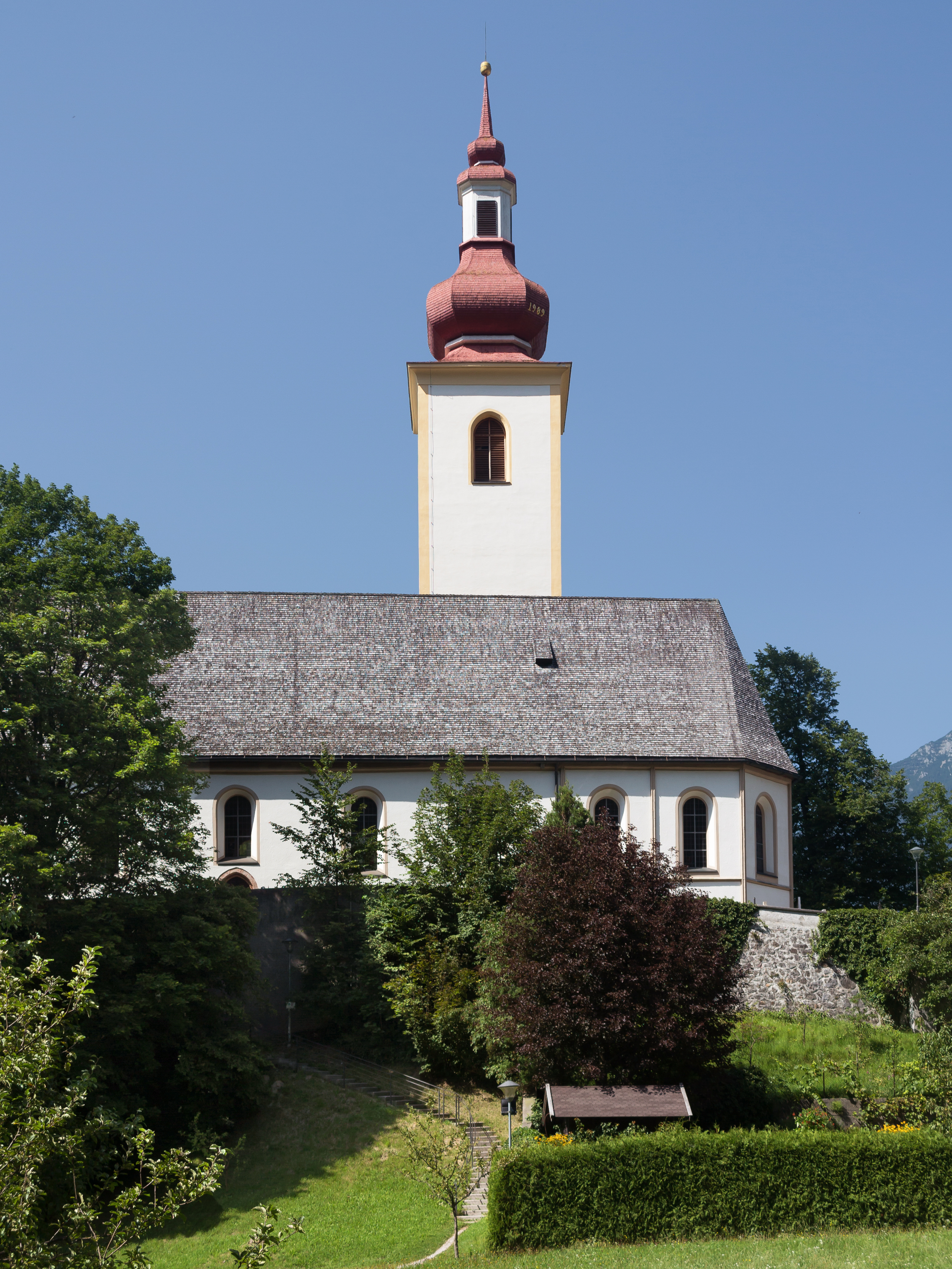
Katholische Pfarrkirche hl. Margaretha in St. Margarethen in Buch in Tirol

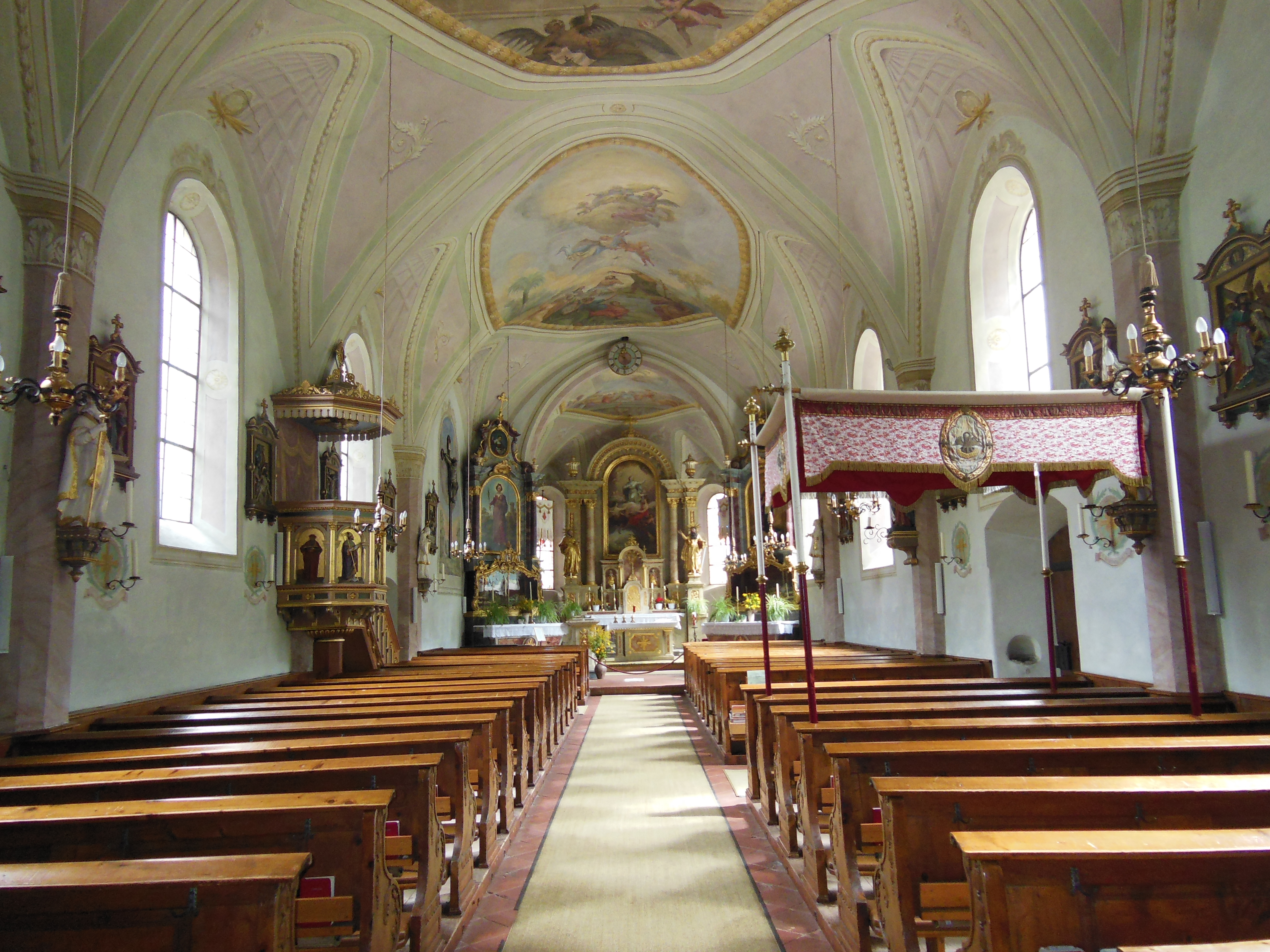
Langhaus, Blick zum Chor

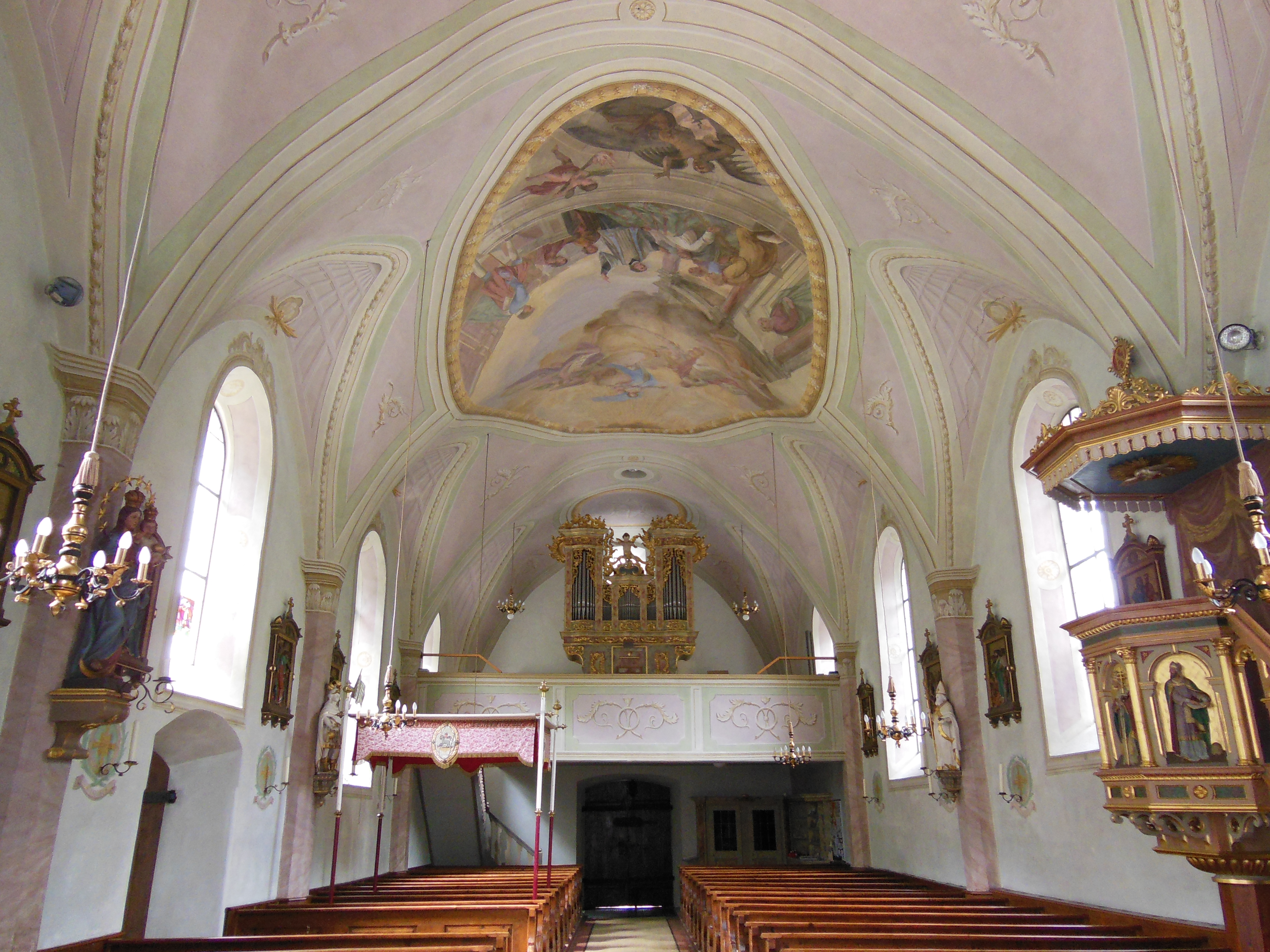
Langhaus, Blick zur Empore

Die Pfarrkirche St. Margarethen steht auf einem aus der Talebene aufragenden Felskopf im Dorf St. Margarethen in der Gemeinde Buch in Tirol im Bezirk Schwaz im Bundesland Tirol. Die dem Patrozinium hl. Margaretha unterstellte römisch-katholische Pfarrkirche gehört zum Dekanat Fügen-Jenbach in der Diözese Innsbruck. Die Kirche steht unter Denkmalschutz (Listeneintrag).

## Geschichte
Urkundlich wurde 1337 eine Kirche genannt, 1493 eine Kaplanei und 1891 eine Pfarrkirche. Die Kirche wurde von 1515 bis 1520 neu erbaut. Nach einem Brand 1809 wurde die Kirche 1811 wiederaufgebaut und um zwei Joche nach Westen erweitert.

## Architektur
Der barocke Kirchenbau – im Kern gotisch – mit einem Nordturm ist von einem Friedhof umgeben. Das ungegliederte vierjochige Langhaus schließt an einen eingezogenen mit einem Fenstergesims und Lisenen gegliederten zweijochigen Chor an. Der Nordturm ist unten gotisch, er trägt einen Zwiebelhelm aus 1838, die Sakristei steht nördlich an Turm und Chor. Das West- und Südportal, beide spitzbogig, entstanden um 1515. Das Nordportal nennt 1534. Das Kircheninnere zeigt Stichkappentonnen auf Wandpfeilern. Die Fresken malte Johann Endfelder 1824, im Chor Marter der hl. Margaretha, im Langhaus Taufe Christi und Rettung der Sterbenden durch die hl. Barbara.

## Ausstattung
Der spätklassizistische Hochaltar entstand 1851/52, er zeigt das Hochaltarbild Glorie der hl. Margaretha von Josef Arnold 1817, er trägt die Figuren der Heiligen Peter und Paul um 1740. An der Chorwand befinden sich die Bilder Heilige Familie um 1820 und hl. Notburga gemalt von Eduard Grützner um 1900. Der linke Seitenaltar zeigt das Altarbild Maria mit Kind und das Oberbild hl. Benedikt, der rechte Seitenaltar zeigt das Altarbild hl. Barbara und das Oberbild hl. Notburga, beide entstanden um 1850–1855. Beide Seitenaltäre tragen Reliquienschreine zu den Heiligen Exuperantius und Pulcheria um 1700, um 1810 erworben und aus dem Kloster Reischach bei Rosenheim hierher übertragen.
Der Orgelprospekt nennt 1765, das Werk schuf der Orgelbauer Josef Schreieck 1914.

## Grabdenkmäler
- Außen der Grabstein der Wirtin Regina Engensteiner von 1692, ein Relief zeigt den Auferstandenen.
- Im Chor Grabstein des Kuraten Johann Leopold Frank von 1752.